# 中央军委八条命令
中央军委八条命令，也称军委八条，是指文化大革命期间，1967年1月28日，由中国共产党中央军事委员会颁布的关于军队开展文革活动的八条规定。

## 历史
文化大革命开展后，中国人民解放军的军事院校和军事机关受到冲击，出现了混乱的局面，且有蔓延到野战部队之势。1967年1月初，由中共中央军委副主席兼秘书长叶剑英主持召开的军委常委会，一致认为军队不能乱，要稳住。1月19日，在京西宾馆召开军委碰头会，围绕军解放军队内部是否展开文革运动，徐向前、叶剑英、聂荣臻三位元帅与江青、陈伯达、康生、姚文元争执起来。此时叶群突然拿出发言稿批判萧华，当晚红卫兵抄了萧华的家。次日上午，京西宾馆继续开会，萧华讲述被抄家经过。徐向前与叶剑英气愤之下敲桌子，而叶剑英亦因此拍伤手骨。该事情被四人帮诬陷为“京西宾馆事件”，为“二月逆流案”之始。
京西宾馆会议刚结束，红卫兵开始批斗杨勇，中央军委工作开始陷入混乱。情急之下，徐向前于1月24日晚，独闯中共中央副主席林彪住处毛家湾，并开门见山要求军队必须保持稳定，并要求制定规则。随后林彪表示同意，并请叶剑英、聂荣臻赶到毛家湾，共同商议出七条意见。之后叶、聂、徐三位元帅赶赴钓鱼台国宾馆，与中央文革小组讨论，确定七条意见。后经各军区领导讨论，又增加了严格管教子女的内容，改成八条意见。1月28日，林彪与徐向前到中南海毛泽东处审批该八条命令。
1月28日，中央军委还发布《重申军区文化大革命分期分批进行的指示》，要求一些军区（济南、南京、福州、广州、昆明、新疆）和武汉军区的文革运动暂缓进行。之后毛泽东在2月5日、2月6日的中央常务扩大会议上，严厉批评了中央文革的陈伯达、江青等人。2月21日中共中央发出通知，指出中央军委1967年1月28日的八条命令，除第七条关于军队的文化大革命的部署外，其他各条，都适用于地方，对各地军队的约束产生积极意义。

## 内容
主要内容包括有：
1. “必须坚决支持真正的无产阶级革命派”
2. 军内一切人员“必须坚守岗位，不得擅离职守。”
3. “严格区别两类矛盾。不允许用对待敌人的方法来处理人民内部矛盾，不允许无命令自由抓人，不允许任意抄家、封门，不允许体罚和变相体罚。”
4. 军事院校文体单位外出串连者“应迅速返回本地区、本单位进行斗批改”。
5. 左派冲击过军事领导机关，可以不予追究，“今后则一律不许冲击”。
6. “军队内部战备系统和保密系统，不准冲击，不准串连。”
7. “军以上机关应按规定分期分批进行文化大革命。军、师、团、营、连和军委指定的特殊单位，坚持采取正面教育的方针。”
8. 干部特别是高级干部要“严格管教子女”。